# Лівінгстон (острів)

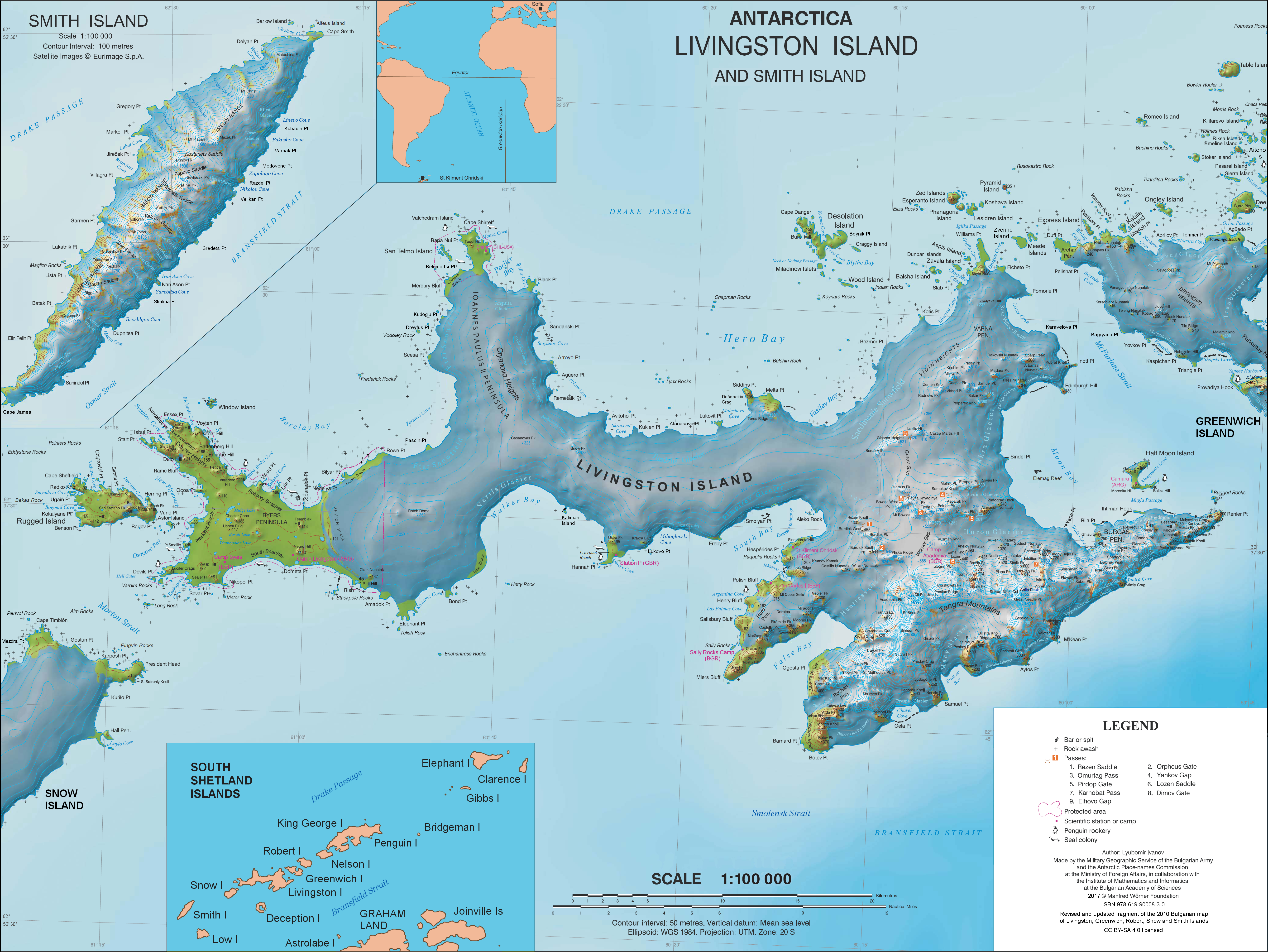
Топографічна карта островів Лівінгстон та Сміт

Лівінгстон (англ. Livingston Island; інша назва — Смоленськ) — острів архіпелагу Південні Шетландські острови. Знаходиться між островами Гринвіч (Березина) і Сноу (Малий Ярославець).

## Географія
Температура найтеплішого місяця (лютий) — +1,3 °C, найхолоднішого (серпень) — -7 °C. З 1988 року на острові діє антарктична база Святий Климент Охридський (Болгарія). Площа острова становить 974 км² (за іншими даними — 798 км²)

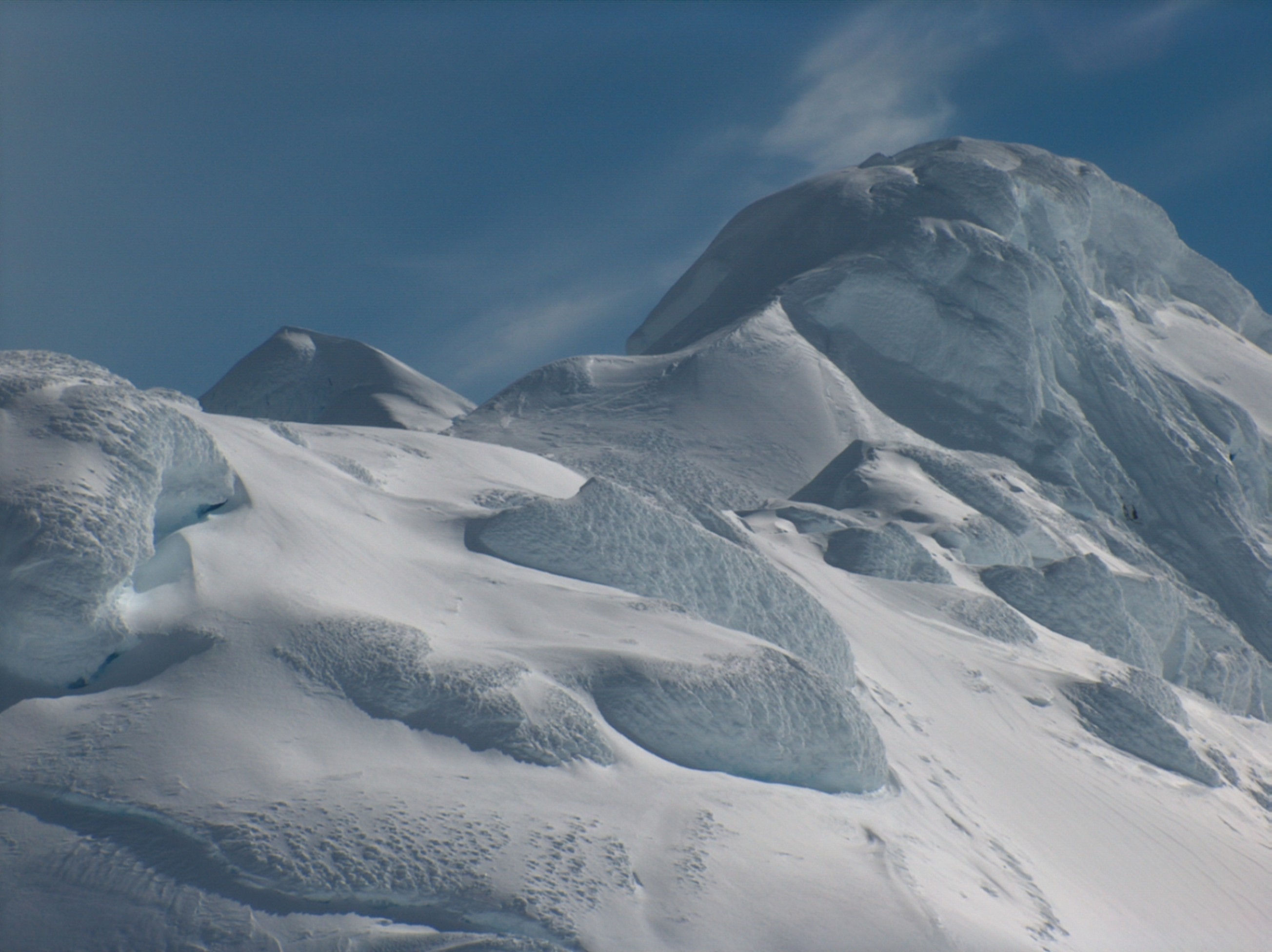
Гора Фрисланд
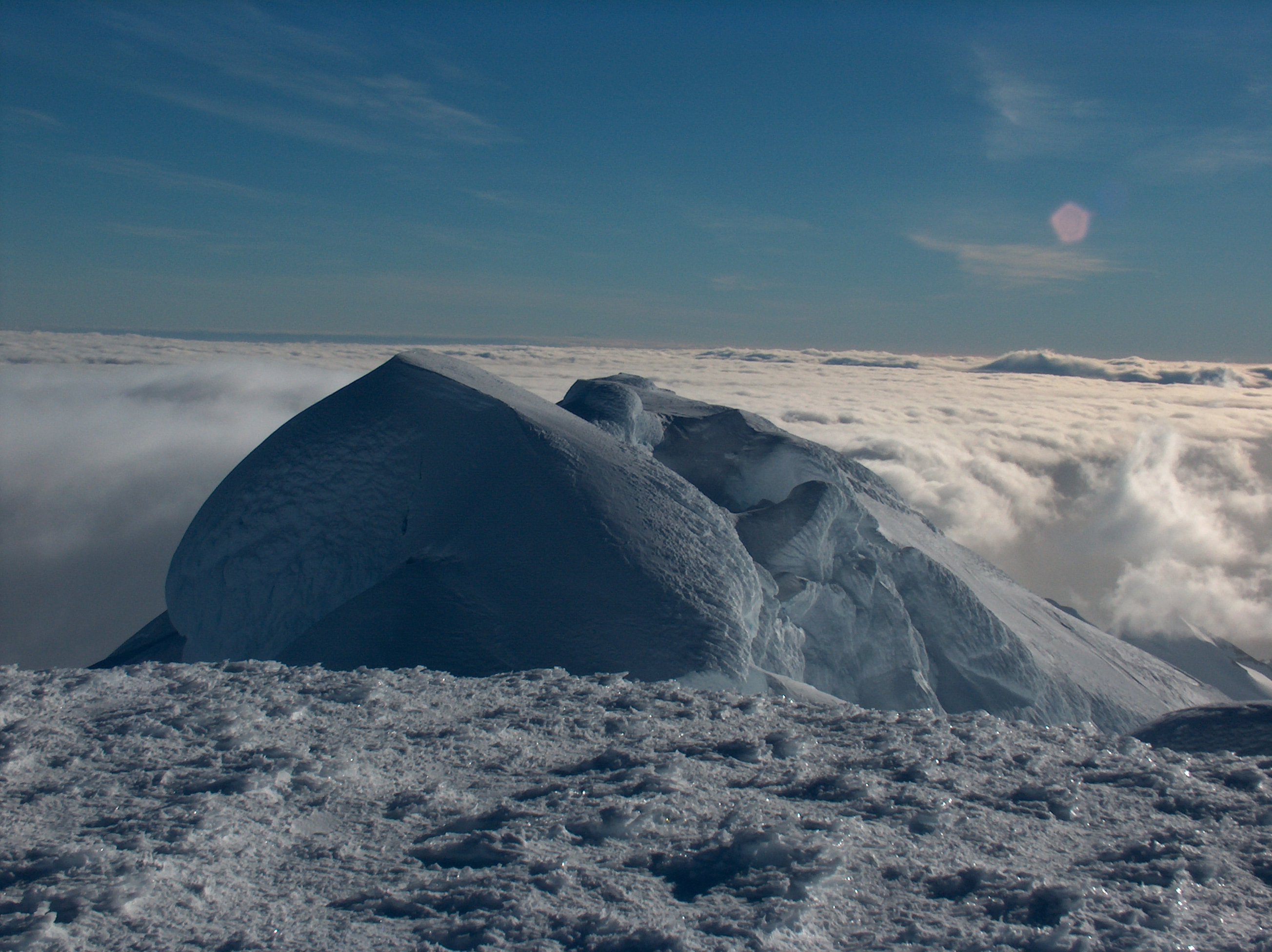
Пік Святого Бориса
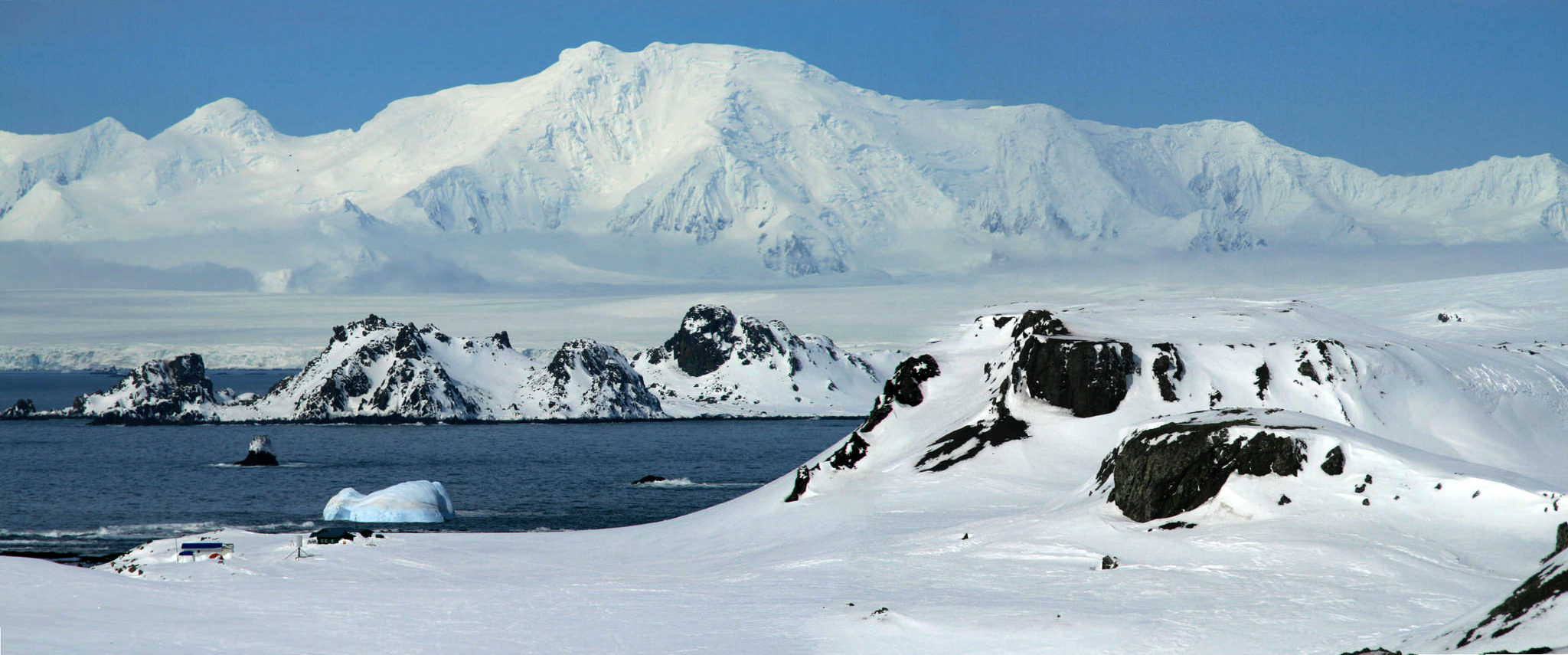
Гори Тангра

## Історія
Острів відкрив британський мореплавець Вільям Сміт у листопаді 1819 року. Сміт першим досяг Південних Шетландських островів, але не встиг їх описати. У північній частині острова він виявив рештки іспанського фрегата «Сан-Тельмо».
1821 року російська експедиція на чолі з Фабіаном Готтлібом фон Беллінгсгаузеном підійшла то Південних Шетландських островів і, не знаючи, що вони вже відкриті, описала кілька островів і дала їм свої назви.

## Карти
- L.L. Ivanov et al. Antarctica: Livingston Island, South Shetland Islands [Архівовано 21 грудня 2016 у Wayback Machine.] (from English Strait to Morton Strait, with illustrations and ice-cover distribution). 1: 100000 scale topographic map. Sofia: Antarctic Place-names Commission of Bulgaria, 2005.
- Л. Іванов. Антарктика: Остров Ливингстън и острови Гринуич, Робърт, Сноу и Смит [Архівовано 5 лютого 2016 у Wayback Machine.]. Топографска карта в мащаб 1: 120000. Троян: Фундації Манфред Вьорнер, 2009. ISBN 978-954-92032-4-0
- Л. Іванов. Карта на остров Ливингстън [Архівовано 21 грудня 2016 у Wayback Machine.]. С. 18-19 в кн.: Д-р Любомир Иванов, Нуша Иванова. Антарктика [Архівовано 9 червня 2021 у Wayback Machine.]: Природа, история, усвояване, географски имена и българско участие. София: Фондация Манфред Вьорнер, 2013. 368 с. ISBN 978-619-90008-1-6
- L.L. Ivanov. Antarctica: Livingston Island and Smith Island. [Архівовано 8 липня 2015 у Wayback Machine.] Scale 1:120000 topographic map. Manfred Wörner Foundation, 2017. ISBN 978-619-90008-3-0